# Mistrzostwa Świata w Kolarstwie Szosowym 2022 – wyścig ze startu wspólnego kobiet
Mistrzostwa Świata w Kolarstwie Szosowym 2022 – wyścig ze startu wspólnego kobiet – konkurencja wyścigu ze startu wspólnego elity kobiet w ramach Mistrzostw Świata w Kolarstwie Szosowym 2022, która została rozegrana 24 września 2022 na liczącej ponad 164 kilometry trasie  z Helensburgh do Wollongong.

## Uczestnicy

### Reprezentacje
| Reprezentacje (38)- Niemcy - Algieria - Argentyna - Australia - Austria - Belgia - Brazylia - Kanada - Kolumbia - Kuba - Dania - Erytrea - Słowacja - Słowenia - Zjednoczone Emiraty Arabskie - Hiszpania - Stany Zjednoczone - Francja - Wielka Brytania - Hongkong - Włochy - Izrael - Japonia - Litwa - Luksemburg - Nowa Zelandia - Norwegia - Holandia - Polska - Czechy - Rwanda - Serbia - Południowa Afryka - Szwecja - Szwajcaria - Tajlandia - Ukraina - Uzbekistan |
| |

### Lista startowa
| Włochy ITA | Włochy ITA           | Włochy ITA |
| ---------- | -------------------- | ---------- |
| Nr         | Kolarka              | Miejsce    |
| 1          | Elisa Balsamo        | 49.        |
| 2          | Elena Cecchini       | 48.        |
| 3          | Elisa Longo Borghini | 10.        |
| 4          | Marta Bastianelli    | 71.        |
| 5          | Silvia Persico       | 3.         |
| 6          | Silvia Zanardi       | 31.        |
| 7          | Sofia Bertizzolo     | 17.        |
| 8          | Vittoria Guazzini    | DNF        |

| Austria AUT | Austria AUT             | Austria AUT |
| ----------- | ----------------------- | ----------- |
| Nr          | Kolarka                 | Miejsce     |
| 9           | Carina Schrempf         | 33.         |
| 10          | Christina Schweinberger | DNS         |
| 11          | Kathrin Schweinberger   | DNS         |

| Holandia NED | Holandia NED         | Holandia NED |
| ------------ | -------------------- | ------------ |
| Nr           | Kolarka              | Miejsce      |
| 12           | Annemiek van Vleuten | 1.           |
| 13           | Demi Vollering       | DNS          |
| 14           | Ellen van Dijk       | 24.          |
| 15           | Floortje Mackaij     | 36.          |
| 16           | Marianne Vos         | 14.          |
| 17           | Riejanne Markus      | 47.          |
| 18           | Shirin van Anrooij   | 51.          |

| Francja FRA | Francja FRA     | Francja FRA |
| ----------- | --------------- | ----------- |
| Nr          | Kolarka         | Miejsce     |
| 19          | Aude Biannic    | DNF         |
| 20          | Coralie Demay   | 68.         |
| 21          | Évita Muzic     | 41.         |
| 22          | Gladys Verhulst | DNF         |
| 23          | Jade Wiel       | DNF         |
| 24          | Juliette Labous | 7.          |
| 25          | Marie Le Net    | 53.         |

| Belgia BEL | Belgia BEL         | Belgia BEL |
| ---------- | ------------------ | ---------- |
| Nr         | Kolarka            | Miejsce    |
| 26         | Jesse Vandenbulcke | DNF        |
| 27         | Julie de Wilde     | 34.        |
| 28         | Julie Van de Velde | 43.        |
| 29         | Justine Ghekiere   | 19.        |
| 30         | Lotte Kopecky      | 2.         |
| 31         | Valerie Demey      | DNF        |

| Australia AUS | Australia AUS   | Australia AUS |
| ------------- | --------------- | ------------- |
| Nr            | Kolarka         | Miejsce       |
| 32            | Alexandra Manly | 15.           |
| 33            | Amanda Spratt   | 27.           |
| 34            | Brodie Chapman  | 21.           |
| 35            | Georgia Baker   | DNF           |
| 36            | Grace Brown     | 35.           |
| 37            | Josie Talbot    | DNF           |
| 38            | Sarah Roy       | 58.           |

| Dania DEN | Dania DEN             | Dania DEN |
| --------- | --------------------- | --------- |
| Nr        | Kolarka               | Miejsce   |
| 39        | Cecilie Uttrup Ludwig | 5.        |
| 40        | Emma Norsgaard        | DNF       |
| 41        | Julie Leth            | 77.       |
| 42        | Rebecca Koerner       | DNF       |

| Polska POL | Polska POL               | Polska POL |
| ---------- | ------------------------ | ---------- |
| Nr         | Kolarka                  | Miejsce    |
| 43         | Agnieszka Skalniak-Sójka | 64.        |
| 44         | Dominika Włodarczyk      | 45.        |
| 45         | Karolina Kumięga         | DNF        |
| 46         | Katarzyna Niewiadoma     | 8.         |
| 47         | Marta Jaskulska          | 60.        |
| 48         | Marta Lach               | DNF        |

| Stany Zjednoczone USA | Stany Zjednoczone USA | Stany Zjednoczone USA |
| --------------------- | --------------------- | --------------------- |
| Nr                    | Kolarka               | Miejsce               |
| 49                    | Emma Langley          | DNF                   |
| 50                    | Heidi Franz           | 75.                   |
| 51                    | Kristen Faulkner      | 61.                   |
| 52                    | Lauren Stephens       | DNF                   |
| 53                    | Leah Thomas           | 38.                   |
| 54                    | Skylar Schneider      | DNF                   |
| 55                    | Veronica Ewers        | 23.                   |

| Niemcy GER | Niemcy GER          | Niemcy GER |
| ---------- | ------------------- | ---------- |
| Nr         | Kolarka             | Miejsce    |
| 56         | Franziska Koch      | 72.        |
| 57         | Lin Lea Teutenberg  | DNF        |
| 58         | Liane Lippert       | 4.         |
| 59         | Mieke Kröger        | DNF        |
| 60         | Ricarda Bauernfeind | 20.        |
| 61         | Romy Kasper         | 57.        |

| Hiszpania ESP | Hiszpania ESP             | Hiszpania ESP |
| ------------- | ------------------------- | ------------- |
| Nr            | Kolarka                   | Miejsce       |
| 62            | Ane Santesteban           | 30.           |
| 63            | Idoia Eraso               | DNF           |
| 64            | Lourdes Oyarbide          | DNF           |
| 65            | Margarita Victoria García | 25.           |
| 66            | Sandra Alonso             | DNF           |
| 67            | Sara Martín Martín        | DNF           |

| Szwajcaria SUI | Szwajcaria SUI | Szwajcaria SUI |
| -------------- | -------------- | -------------- |
| Nr             | Kolarka        | Miejsce        |
| 68             | Elena Hartmann | 63.            |
| 69             | Elise Chabbey  | 9.             |
| 70             | Marlen Reusser | 13.            |
| 71             | Nicole Koller  | DNF            |
| 72             | Noemi Rüegg    | 32.            |

| Wielka Brytania GBR | Wielka Brytania GBR | Wielka Brytania GBR |
| ------------------- | ------------------- | ------------------- |
| Nr                  | Kolarka             | Miejsce             |
| 73                  | Alice Towers        | DNF                 |
| 74                  | Anna Henderson      | 50.                 |
| 75                  | Anna Shackley       | 26.                 |
| 76                  | Elizabeth Holden    | 70.                 |
| 77                  | Elynor Bäckstedt    | DNF                 |
| 78                  | Pfeiffer Georgi     | 16.                 |

| Południowa Afryka RSA | Południowa Afryka RSA  | Południowa Afryka RSA |
| --------------------- | ---------------------- | --------------------- |
| Nr                    | Kolarka                | Miejsce               |
| 79                    | Ashleigh Moolman-Pasio | 11.                   |
| 80                    | Courteney Webb         | DNF                   |
| 81                    | Hayley Preen           | 74.                   |
| 82                    | Maude Le Roux          | DNF                   |

| Nowa Zelandia NZL | Nowa Zelandia NZL  | Nowa Zelandia NZL |
| ----------------- | ------------------ | ----------------- |
| Nr                | Kolarka            | Miejsce           |
| 83                | Ella Wyllie        | 40.               |
| 84                | Henrietta Christie | DNF               |
| 85                | Mikayla Harvey     | DNF               |
| 86                | Niamh Fisher-Black | 12.               |

| Kanada CAN | Kanada CAN           | Kanada CAN |
| ---------- | -------------------- | ---------- |
| Nr         | Kolarka              | Miejsce    |
| 87         | Alison Jackson       | 18.        |
| 88         | Leah Kirchmann       | 46.        |
| 89         | Magdeleine Vallieres | DNF        |
| 90         | Olivia Baril         | 37.        |
| 91         | Simone Boilard       | 22.        |

| Kuba CUB | Kuba CUB       | Kuba CUB |
| -------- | -------------- | -------- |
| Nr       | Kolarka        | Miejsce  |
| 92       | Arlenis Sierra | 6.       |

| Szwecja SWE | Szwecja SWE        | Szwecja SWE |
| ----------- | ------------------ | ----------- |
| Nr          | Kolarka            | Miejsce     |
| 93          | Caroline Andersson | DNF         |
| 94          | Hanna Nilsson      | DNF         |
| 95          | Julia Borgström    | 62.         |
| 96          | Nathalie Eklund    | 76.         |

| Kolumbia COL | Kolumbia COL   | Kolumbia COL |
| ------------ | -------------- | ------------ |
| Nr           | Kolarka        | Miejsce      |
| 97           | Diana Peñuela  | 69.          |
| 98           | Lina Hernández | 66.          |
| 99           | Natalia Franco | DNF          |
| 100          | Paula Patiño   | 28.          |

| Norwegia NOR | Norwegia NOR       | Norwegia NOR |
| ------------ | ------------------ | ------------ |
| Nr           | Kolarka            | Miejsce      |
| 101          | Anne Dorthe Ysland | 55.          |
| 102          | Ingvild Gåskjenn   | 67.          |
| 103          | Katrine Aalerud    | DNF          |
| 104          | Mari Hole Mohr     | 39.          |
| 105          | Marte Berg Edseth  | DNF          |

| Uzbekistan UZB | Uzbekistan UZB   | Uzbekistan UZB |
| -------------- | ---------------- | -------------- |
| Nr             | Kolarka          | Miejsce        |
| 106            | Olga Zabielinska | 44.            |
| 107            | Yanina Kuskova   | DNF            |

| Słowenia SLO | Słowenia SLO  | Słowenia SLO |
| ------------ | ------------- | ------------ |
| Nr           | Kolarka       | Miejsce      |
| 108          | Eugenia Bujak | 56.          |
| 109          | Špela Kern    | 65.          |
| 110          | Urša Pintar   | 42.          |

| Czechy CZE | Czechy CZE       | Czechy CZE |
| ---------- | ---------------- | ---------- |
| Nr         | Kolarka          | Miejsce    |
| 111        | Kateřina Nash    | 78.        |
| 112        | Tereza Neumanová | DNF        |

| Tajlandia THA | Tajlandia THA     | Tajlandia THA |
| ------------- | ----------------- | ------------- |
| Nr            | Kolarka           | Miejsce       |
| 113           | Chaniporn Batriya | DNF           |
| 114           | Phetdarin Somrat  | DNF           |

| Serbia SRB | Serbia SRB  | Serbia SRB |
| ---------- | ----------- | ---------- |
| Nr         | Kolarka     | Miejsce    |
| 115        | Jelena Erić | 52.        |

| Luksemburg LUX | Luksemburg LUX | Luksemburg LUX |
| -------------- | -------------- | -------------- |
| Nr             | Kolarka        | Miejsce        |
| 116            | Nina Berton    | 73.            |

| Erytrea ERI | Erytrea ERI           | Erytrea ERI |
| ----------- | --------------------- | ----------- |
| Nr          | Kolarka               | Miejsce     |
| 117         | Danait Fitsum Tekeste | DNF         |

| Litwa LTU | Litwa LTU      | Litwa LTU |
| --------- | -------------- | --------- |
| Nr        | Kolarka        | Miejsce   |
| 118       | Rasa Leleivytė | 59.       |

| Ukraina UKR | Ukraina UKR     | Ukraina UKR |
| ----------- | --------------- | ----------- |
| Nr          | Kolarka         | Miejsce     |
| 119         | Daryna Nahuliak | DNF         |
| 120         | Marina Warenyk  | DNF         |

| Brazylia BRA | Brazylia BRA          | Brazylia BRA |
| ------------ | --------------------- | ------------ |
| Nr           | Kolarka               | Miejsce      |
| 121          | Ana Vitória Magalhães | DNF          |

| Argentyna ARG | Argentyna ARG  | Argentyna ARG |
| ------------- | -------------- | ------------- |
| Nr            | Kolarka        | Miejsce       |
| 122           | Luciana Roland | DNF           |

| Japonia JPN | Japonia JPN  | Japonia JPN |
| ----------- | ------------ | ----------- |
| Nr          | Kolarka      | Miejsce     |
| 123         | Eri Yonamine | 29.         |

| Izrael ISR | Izrael ISR   | Izrael ISR |
| ---------- | ------------ | ---------- |
| Nr         | Kolarka      | Miejsce    |
| 124        | Omer Shapira | 54.        |

| Słowacja SVK | Słowacja SVK   | Słowacja SVK |
| ------------ | -------------- | ------------ |
| Nr           | Kolarka        | Miejsce      |
| 125          | Nora Jenčušová | DNF          |

| Hongkong HKG | Hongkong HKG   | Hongkong HKG |
| ------------ | -------------- | ------------ |
| Nr           | Kolarka        | Miejsce      |
| 126          | Leung Wing Yee | DNF          |

| Algieria ALG | Algieria ALG   | Algieria ALG |
| ------------ | -------------- | ------------ |
| Nr           | Kolarka        | Miejsce      |
| 127          | Nesrine Houili | DNF          |

| Rwanda RWA | Rwanda RWA           | Rwanda RWA |
| ---------- | -------------------- | ---------- |
| Nr         | Kolarka              | Miejsce    |
| 128        | Valantine Nzayisenga | DNF        |

| Zjednoczone Emiraty Arabskie UAE | Zjednoczone Emiraty Arabskie UAE | Zjednoczone Emiraty Arabskie UAE |
| -------------------------------- | -------------------------------- | -------------------------------- |
| Nr                               | Kolarka                          | Miejsce                          |
| 130                              | Safiya Al Sayegh                 | DNF                              |

| Włochy ITA | Włochy ITA           | Włochy ITA |
| ---------- | -------------------- | ---------- |
| Nr         | Kolarka              | Miejsce    |
| 1          | Elisa Balsamo        | 49.        |
| 2          | Elena Cecchini       | 48.        |
| 3          | Elisa Longo Borghini | 10.        |
| 4          | Marta Bastianelli    | 71.        |
| 5          | Silvia Persico       | 3.         |
| 6          | Silvia Zanardi       | 31.        |
| 7          | Sofia Bertizzolo     | 17.        |
| 8          | Vittoria Guazzini    | DNF        |

| Austria AUT | Austria AUT             | Austria AUT |
| ----------- | ----------------------- | ----------- |
| Nr          | Kolarka                 | Miejsce     |
| 9           | Carina Schrempf         | 33.         |
| 10          | Christina Schweinberger | DNS         |
| 11          | Kathrin Schweinberger   | DNS         |

| Holandia NED | Holandia NED         | Holandia NED |
| ------------ | -------------------- | ------------ |
| Nr           | Kolarka              | Miejsce      |
| 12           | Annemiek van Vleuten | 1.           |
| 13           | Demi Vollering       | DNS          |
| 14           | Ellen van Dijk       | 24.          |
| 15           | Floortje Mackaij     | 36.          |
| 16           | Marianne Vos         | 14.          |
| 17           | Riejanne Markus      | 47.          |
| 18           | Shirin van Anrooij   | 51.          |

| Francja FRA | Francja FRA     | Francja FRA |
| ----------- | --------------- | ----------- |
| Nr          | Kolarka         | Miejsce     |
| 19          | Aude Biannic    | DNF         |
| 20          | Coralie Demay   | 68.         |
| 21          | Évita Muzic     | 41.         |
| 22          | Gladys Verhulst | DNF         |
| 23          | Jade Wiel       | DNF         |
| 24          | Juliette Labous | 7.          |
| 25          | Marie Le Net    | 53.         |

| Belgia BEL | Belgia BEL         | Belgia BEL |
| ---------- | ------------------ | ---------- |
| Nr         | Kolarka            | Miejsce    |
| 26         | Jesse Vandenbulcke | DNF        |
| 27         | Julie de Wilde     | 34.        |
| 28         | Julie Van de Velde | 43.        |
| 29         | Justine Ghekiere   | 19.        |
| 30         | Lotte Kopecky      | 2.         |
| 31         | Valerie Demey      | DNF        |

| Australia AUS | Australia AUS   | Australia AUS |
| ------------- | --------------- | ------------- |
| Nr            | Kolarka         | Miejsce       |
| 32            | Alexandra Manly | 15.           |
| 33            | Amanda Spratt   | 27.           |
| 34            | Brodie Chapman  | 21.           |
| 35            | Georgia Baker   | DNF           |
| 36            | Grace Brown     | 35.           |
| 37            | Josie Talbot    | DNF           |
| 38            | Sarah Roy       | 58.           |

| Dania DEN | Dania DEN             | Dania DEN |
| --------- | --------------------- | --------- |
| Nr        | Kolarka               | Miejsce   |
| 39        | Cecilie Uttrup Ludwig | 5.        |
| 40        | Emma Norsgaard        | DNF       |
| 41        | Julie Leth            | 77.       |
| 42        | Rebecca Koerner       | DNF       |

| Polska POL | Polska POL               | Polska POL |
| ---------- | ------------------------ | ---------- |
| Nr         | Kolarka                  | Miejsce    |
| 43         | Agnieszka Skalniak-Sójka | 64.        |
| 44         | Dominika Włodarczyk      | 45.        |
| 45         | Karolina Kumięga         | DNF        |
| 46         | Katarzyna Niewiadoma     | 8.         |
| 47         | Marta Jaskulska          | 60.        |
| 48         | Marta Lach               | DNF        |

| Stany Zjednoczone USA | Stany Zjednoczone USA | Stany Zjednoczone USA |
| --------------------- | --------------------- | --------------------- |
| Nr                    | Kolarka               | Miejsce               |
| 49                    | Emma Langley          | DNF                   |
| 50                    | Heidi Franz           | 75.                   |
| 51                    | Kristen Faulkner      | 61.                   |
| 52                    | Lauren Stephens       | DNF                   |
| 53                    | Leah Thomas           | 38.                   |
| 54                    | Skylar Schneider      | DNF                   |
| 55                    | Veronica Ewers        | 23.                   |

| Niemcy GER | Niemcy GER          | Niemcy GER |
| ---------- | ------------------- | ---------- |
| Nr         | Kolarka             | Miejsce    |
| 56         | Franziska Koch      | 72.        |
| 57         | Lin Lea Teutenberg  | DNF        |
| 58         | Liane Lippert       | 4.         |
| 59         | Mieke Kröger        | DNF        |
| 60         | Ricarda Bauernfeind | 20.        |
| 61         | Romy Kasper         | 57.        |

| Hiszpania ESP | Hiszpania ESP             | Hiszpania ESP |
| ------------- | ------------------------- | ------------- |
| Nr            | Kolarka                   | Miejsce       |
| 62            | Ane Santesteban           | 30.           |
| 63            | Idoia Eraso               | DNF           |
| 64            | Lourdes Oyarbide          | DNF           |
| 65            | Margarita Victoria García | 25.           |
| 66            | Sandra Alonso             | DNF           |
| 67            | Sara Martín Martín        | DNF           |

| Szwajcaria SUI | Szwajcaria SUI | Szwajcaria SUI |
| -------------- | -------------- | -------------- |
| Nr             | Kolarka        | Miejsce        |
| 68             | Elena Hartmann | 63.            |
| 69             | Elise Chabbey  | 9.             |
| 70             | Marlen Reusser | 13.            |
| 71             | Nicole Koller  | DNF            |
| 72             | Noemi Rüegg    | 32.            |

| Wielka Brytania GBR | Wielka Brytania GBR | Wielka Brytania GBR |
| ------------------- | ------------------- | ------------------- |
| Nr                  | Kolarka             | Miejsce             |
| 73                  | Alice Towers        | DNF                 |
| 74                  | Anna Henderson      | 50.                 |
| 75                  | Anna Shackley       | 26.                 |
| 76                  | Elizabeth Holden    | 70.                 |
| 77                  | Elynor Bäckstedt    | DNF                 |
| 78                  | Pfeiffer Georgi     | 16.                 |

| Południowa Afryka RSA | Południowa Afryka RSA  | Południowa Afryka RSA |
| --------------------- | ---------------------- | --------------------- |
| Nr                    | Kolarka                | Miejsce               |
| 79                    | Ashleigh Moolman-Pasio | 11.                   |
| 80                    | Courteney Webb         | DNF                   |
| 81                    | Hayley Preen           | 74.                   |
| 82                    | Maude Le Roux          | DNF                   |

| Nowa Zelandia NZL | Nowa Zelandia NZL  | Nowa Zelandia NZL |
| ----------------- | ------------------ | ----------------- |
| Nr                | Kolarka            | Miejsce           |
| 83                | Ella Wyllie        | 40.               |
| 84                | Henrietta Christie | DNF               |
| 85                | Mikayla Harvey     | DNF               |
| 86                | Niamh Fisher-Black | 12.               |

| Kanada CAN | Kanada CAN           | Kanada CAN |
| ---------- | -------------------- | ---------- |
| Nr         | Kolarka              | Miejsce    |
| 87         | Alison Jackson       | 18.        |
| 88         | Leah Kirchmann       | 46.        |
| 89         | Magdeleine Vallieres | DNF        |
| 90         | Olivia Baril         | 37.        |
| 91         | Simone Boilard       | 22.        |

| Kuba CUB | Kuba CUB       | Kuba CUB |
| -------- | -------------- | -------- |
| Nr       | Kolarka        | Miejsce  |
| 92       | Arlenis Sierra | 6.       |

| Szwecja SWE | Szwecja SWE        | Szwecja SWE |
| ----------- | ------------------ | ----------- |
| Nr          | Kolarka            | Miejsce     |
| 93          | Caroline Andersson | DNF         |
| 94          | Hanna Nilsson      | DNF         |
| 95          | Julia Borgström    | 62.         |
| 96          | Nathalie Eklund    | 76.         |

| Kolumbia COL | Kolumbia COL   | Kolumbia COL |
| ------------ | -------------- | ------------ |
| Nr           | Kolarka        | Miejsce      |
| 97           | Diana Peñuela  | 69.          |
| 98           | Lina Hernández | 66.          |
| 99           | Natalia Franco | DNF          |
| 100          | Paula Patiño   | 28.          |

| Norwegia NOR | Norwegia NOR       | Norwegia NOR |
| ------------ | ------------------ | ------------ |
| Nr           | Kolarka            | Miejsce      |
| 101          | Anne Dorthe Ysland | 55.          |
| 102          | Ingvild Gåskjenn   | 67.          |
| 103          | Katrine Aalerud    | DNF          |
| 104          | Mari Hole Mohr     | 39.          |
| 105          | Marte Berg Edseth  | DNF          |

| Uzbekistan UZB | Uzbekistan UZB   | Uzbekistan UZB |
| -------------- | ---------------- | -------------- |
| Nr             | Kolarka          | Miejsce        |
| 106            | Olga Zabielinska | 44.            |
| 107            | Yanina Kuskova   | DNF            |

| Słowenia SLO | Słowenia SLO  | Słowenia SLO |
| ------------ | ------------- | ------------ |
| Nr           | Kolarka       | Miejsce      |
| 108          | Eugenia Bujak | 56.          |
| 109          | Špela Kern    | 65.          |
| 110          | Urša Pintar   | 42.          |

| Czechy CZE | Czechy CZE       | Czechy CZE |
| ---------- | ---------------- | ---------- |
| Nr         | Kolarka          | Miejsce    |
| 111        | Kateřina Nash    | 78.        |
| 112        | Tereza Neumanová | DNF        |

| Tajlandia THA | Tajlandia THA     | Tajlandia THA |
| ------------- | ----------------- | ------------- |
| Nr            | Kolarka           | Miejsce       |
| 113           | Chaniporn Batriya | DNF           |
| 114           | Phetdarin Somrat  | DNF           |

| Serbia SRB | Serbia SRB  | Serbia SRB |
| ---------- | ----------- | ---------- |
| Nr         | Kolarka     | Miejsce    |
| 115        | Jelena Erić | 52.        |

| Luksemburg LUX | Luksemburg LUX | Luksemburg LUX |
| -------------- | -------------- | -------------- |
| Nr             | Kolarka        | Miejsce        |
| 116            | Nina Berton    | 73.            |

| Erytrea ERI | Erytrea ERI           | Erytrea ERI |
| ----------- | --------------------- | ----------- |
| Nr          | Kolarka               | Miejsce     |
| 117         | Danait Fitsum Tekeste | DNF         |

| Litwa LTU | Litwa LTU      | Litwa LTU |
| --------- | -------------- | --------- |
| Nr        | Kolarka        | Miejsce   |
| 118       | Rasa Leleivytė | 59.       |

| Ukraina UKR | Ukraina UKR     | Ukraina UKR |
| ----------- | --------------- | ----------- |
| Nr          | Kolarka         | Miejsce     |
| 119         | Daryna Nahuliak | DNF         |
| 120         | Marina Warenyk  | DNF         |

| Brazylia BRA | Brazylia BRA          | Brazylia BRA |
| ------------ | --------------------- | ------------ |
| Nr           | Kolarka               | Miejsce      |
| 121          | Ana Vitória Magalhães | DNF          |

| Argentyna ARG | Argentyna ARG  | Argentyna ARG |
| ------------- | -------------- | ------------- |
| Nr            | Kolarka        | Miejsce       |
| 122           | Luciana Roland | DNF           |

| Japonia JPN | Japonia JPN  | Japonia JPN |
| ----------- | ------------ | ----------- |
| Nr          | Kolarka      | Miejsce     |
| 123         | Eri Yonamine | 29.         |

| Izrael ISR | Izrael ISR   | Izrael ISR |
| ---------- | ------------ | ---------- |
| Nr         | Kolarka      | Miejsce    |
| 124        | Omer Shapira | 54.        |

| Słowacja SVK | Słowacja SVK   | Słowacja SVK |
| ------------ | -------------- | ------------ |
| Nr           | Kolarka        | Miejsce      |
| 125          | Nora Jenčušová | DNF          |

| Hongkong HKG | Hongkong HKG   | Hongkong HKG |
| ------------ | -------------- | ------------ |
| Nr           | Kolarka        | Miejsce      |
| 126          | Leung Wing Yee | DNF          |

| Algieria ALG | Algieria ALG   | Algieria ALG |
| ------------ | -------------- | ------------ |
| Nr           | Kolarka        | Miejsce      |
| 127          | Nesrine Houili | DNF          |

| Rwanda RWA | Rwanda RWA           | Rwanda RWA |
| ---------- | -------------------- | ---------- |
| Nr         | Kolarka              | Miejsce    |
| 128        | Valantine Nzayisenga | DNF        |

| Zjednoczone Emiraty Arabskie UAE | Zjednoczone Emiraty Arabskie UAE | Zjednoczone Emiraty Arabskie UAE |
| -------------------------------- | -------------------------------- | -------------------------------- |
| Nr                               | Kolarka                          | Miejsce                          |
| 130                              | Safiya Al Sayegh                 | DNF                              |

## Klasyfikacja generalna
| \| Klasyfikacja generalna \| Klasyfikacja generalna \| Klasyfikacja generalna \| Klasyfikacja generalna \| Klasyfikacja generalna \| \| Kolarka \| Kolarka \| Państwo \| Drużyna \| Czas \| \| ---------------------- \| ---------------------- \| ---------------------- \| ---------------------- \| ---------------------- \| \| 1. \| Annemiek van Vleuten \| Holandia \| Holandia \| 4h 24' 25" \| \| 2. \| Lotte Kopecky \| Belgia \| Belgia \| + 1" \| \| 3. \| Silvia Persico \| Włochy \| Włochy \| + 1" \| \| 4. \| Liane Lippert \| Niemcy \| Niemcy \| + 1" \| \| 5. \| Cecilie Uttrup Ludwig \| Dania \| Dania \| + 1" \| \| 6. \| Arlenis Sierra \| Kuba \| Kuba \| + 1" \| \| 7. \| Juliette Labous \| Francja \| Francja \| + 1" \| \| 8. \| Katarzyna Niewiadoma \| Polska \| Polska \| + 1" \| \| 9. \| Elise Chabbey \| Szwajcaria \| Szwajcaria \| + 1" \| \| 10. \| Elisa Longo Borghini \| Włochy \| Włochy \| + 1" \| |                       |            |            |            |
| |                       |            |            |            |
| Źródło: ProCyclingStats |                       |            |            |            |
| Klasyfikacja generalna |                       |            |            |            |
| Kolarka | Kolarka               | Państwo    | Drużyna    | Czas       |
| 1. | Annemiek van Vleuten  | Holandia   | Holandia   | 4h 24' 25" |
| 2. | Lotte Kopecky         | Belgia     | Belgia     | + 1"       |
| 3. | Silvia Persico        | Włochy     | Włochy     | + 1"       |
| 4. | Liane Lippert         | Niemcy     | Niemcy     | + 1"       |
| 5. | Cecilie Uttrup Ludwig | Dania      | Dania      | + 1"       |
| 6. | Arlenis Sierra        | Kuba       | Kuba       | + 1"       |
| 7. | Juliette Labous       | Francja    | Francja    | + 1"       |
| 8. | Katarzyna Niewiadoma  | Polska     | Polska     | + 1"       |
| 9. | Elise Chabbey         | Szwajcaria | Szwajcaria | + 1"       |
| 10. | Elisa Longo Borghini  | Włochy     | Włochy     | + 1"       |